# Storia della filosofia medioevale
Storia della filosofia medioevale è un saggio di Luciano De Crescenzo, pubblicato nel 2002 dalla casa editrice Mondadori.
Il testo è una raccolta di brevi biografie degli esponenti della filosofia nel Medioevo, commentate dal punto di vista dell'autore. La caratteristica dell'opera è lo stile ironico e umoristico dello scrittore partenopeo, che tenta di dare ad ogni personaggio trattato una descrizione semplice e obiettiva.
Egli affronta in particolare due questioni: quando sono iniziati i cosiddetti «secoli bui» e chi sia stato a «spegnere la luce».

## Capitoli
1. Il Dubbio e la Fede
2. Sant'Agostino
3. Sant'Ambrogio
4. San Gerolamo
5. I barbari
6. Ipazia
7. Proclo
8. Boezio
9. La Scolastica
10. Giovanni Scoto Eriugena
11. Avicenna
12. Mille e non più Mille
13. Aimone (filosofo inventato)
14. Le religioni
15. San Francesco
16. Sant'Anselmo
17. Le crociate
18. Le streghe
19. Abelardo
20. Averroè
21. Maimonide
22. Gioacchino da Fiore
23. Roberto Grossatesta
24. San Bonaventura
25. Sant'Alberto Magno
26. San Tommaso
27. Ruggero Bacone
28. Raimondo Lullo
29. Agenore Cupio (filosofo inventato)
30. Giovanni Duns Scoto
31. Marsilio da Padova
32. Guglielmo d'Ockham

## Edizioni
- Luciano De Crescenzo, Storia della filosofia medioevale, Mondadori, 2002,  p. 164.